# International Dance Music Awards
International Dance Music Awards (IDMA) foi um evento anual ligado à Winter Music Conference (WMC), que ocorreu todos os anos de 1985 a 2020  - exceto em 2017 -, em Miami. Premiava os melhores do ano no cenário da música eletrônica. As premiações eram divididas em mais de 50 categorias, com participantes oriundos de mais de 200 países, reunindo um número total de votos superior a 2 milhões.[ligação inativa]  O evento premiava, por gênero, desde DJs, produtores e músicas a festivais, gravadoras e revistas do ramo, inclusive equipamentos eletrônicos, entre outros.